# 363 a.C.
Il 363 a.C. (CCCLXIII a.C. in numeri romani) è un anno  del IV secolo a.C.

## Eventi
- Teos d'Egitto succede a suo padre Nectanebo I sul trono d'Egitto
- Roma
  - Consoli Gneo Genucio Aventinense e Lucio Emilio Mamercino
  - Dittatore Lucio Manlio Capitolino Imperioso

## Morti
- Nectanebo I